# Pseudocalotes larutensis
Espèce
Pseudocalotes larutensis est une espèce de sauriens de la famille des Agamidae.

## Répartition
Cette espèce est endémique du Perak en Malaisie péninsulaire. 

## Étymologie
Son nom d'espèce, composé de larut et du suffixe latin -ensis, « qui vit dans, qui habite », lui a été donné en référence au lieu de sa découverte, le Bukit Larut.

## Publication originale
- Hallermann & Mcguire, 2001 : A new species of Pseudocalotes (Squamata: Agamidae) from Bukit Larut, West Malaysia. Herpetologica, vol. 57, no 3, p. 255-265.